# Jock Thomson
John Ross Thomson, detto Jock (Thornton, 6 luglio 1906 – Carnoustie, 21 ottobre 1979), è stato un calciatore e allenatore di calcio scozzese, di ruolo centrocampista.

## Carriera

### Club
Ha iniziato la sua carriera calcistica nei Thornton Rangers, squadra della sua città natale, prima di trasferirsi al Dundee dove ha militato per 6 anni, totalizzando in campionato 125 presenze e sette reti. Nel 1930 si trasferì all'Everton, La sua avventura non partirà nel migliore dei modi con il club di Liverpool che verrà retrocesso dopo appena una stagione in First Division. La stagione successiva l'Everton riuscirà a vincere il campionato di Second Division, facendo così ritorno in massima divisione dove vince il campionato. Disputò da titolare la finale di FA Cup 1932-1933, vinta contro il Manchester City per tre reti a zero. Più tardi, il suo tempo di gioco verrà di molto limitato a causa dell'arrivo nel club di Joe Mercer. Si ritira dalle attività agonistiche nel 1939, dopo aver totalizzato con il club 299 presenze e segnato cinque reti.

### Nazionale
La sua unica apparizione ufficiale per la Nazionale scozzese risale al 1932, in una gara interna persa per 5-2 contro il Galles.

### Allenatore
Nel 1947 divenne il nuovo allenatore del Manchester City in seguito all'addio di Sam Cowan. Durante la sua prima stagione, i Citizens si piazzarono al decimo posto in classifica seppur non riuscendo a vincere le ultime 6 gare della stagione. La stagione 1948-1949 il club riuscì a migliorare il suo piazzamento rispetto a quella precedente, piazzandosi al settimo posto in First Division. Nell'ottobre 1949 il tecnico scozzese decise di ingaggiare il portiere Bert Trautmann, attirando a sé numerose critiche da parte dei tifosi che hanno boicottato la sua scelta a causa dei precedenti del portiere tedesco durante la Seconda guerra mondiale, dove ha lavorato come paracadutista militare. La stagione 1949-1950 fu l'ultima di Thomson sulla panchina del City, venendo esonerato a stagione in corso dopo aver collezionato solamente cinque vittorie in due terzi della stagione.